# Campeonato Mundial de Atletismo em Pista Coberta
O Campeonato Mundial de Atletismo em Pista Coberta (em inglês: World Athletics Indoor Championships) é um evento esportivo organizado pela World Athletics, disputado em pista coberta.

## História
O Mundial de Atletismo em Pista Coberta foi disputado, em 1985, como "Jogos Mundiais em Pista Coberta" (World Indoor Games), em Paris, França e posteriormente foi renomeado em 1987, como é conhecido hoje.
Normalmente eles são realizados de dois em dois anos à exceção de quando foram realizadas em anos consecutivos, em 2003 e 2004, a fim de ficarem em anos alternados do Campeonato Mundial de Atletismo e a edição de 2020 que foi adiada para 2023 (2021 inicialmente) devido à pandemia de COVID-19.

## Edições
| Edição | Ano  | Cidade       | País           | Período                            | Local                                   |
| ------ | ---- | ------------ | -------------- | ---------------------------------- | --------------------------------------- |
|        | 1985 | Paris        | França         | 18 de Janeiro - 19 de Janeiro 1985 | Palais Omnisports de Paris-Bercy        |
| 1      | 1987 | Indianápolis | Estados Unidos | 6 de Março - 8 de Março 1987       | Hoosier Dome                            |
| 2      | 1989 | Budapeste    | Hungria        | 3 de Março - 5 de Março 1989       | Budapest Sportcsarnok                   |
| 3      | 1991 | Sevilha      | Espanha        | 8 de Março - 10 de Março 1991      | Palacio Municipal de Deportes San Pablo |
| 4      | 1993 | Toronto      | Canadá         | 12 de Março - 14 de Março 1993     | SkyDome                                 |
| 5      | 1995 | Barcelona    | Espanha        | 10 de Março - 12 de Março 1995     | Palau Sant Jordi                        |
| 6      | 1997 | Paris        | França         | 7 de Março - 9 de Março 1997       | Palais Omnisports de Paris-Bercy        |
| 7      | 1999 | Maebashi     | Japão          | 5 de Março - 7 de Março 1999       | Green Dome Maebashi                     |
| 8      | 2001 | Lisboa       | Portugal       | 9 de Março - 11 de Março 2001      | Pavilhão Atlântico                      |
| 9      | 2003 | Birmingham   | Reino Unido    | 14 de Março - 16 de Março 2003     | National Indoor Arena                   |
| 10     | 2004 | Budapeste    | Hungria        | 5 de Março - 7 de Março 2004       | Budapest Sports Arena                   |
| 11     | 2006 | Moscou       | Rússia         | 10 de Março - 12 de Março 2006     | Olimpiisky Sport Complex                |
| 12     | 2008 | Valência     | Espanha        | 7 de Março - 9 de Março 2008       | Palacio de Esportes Luis Puig           |
| 13     | 2010 | Doha         | Catar          | 12 de Março - 14 de Março 2010     | ASPIRE Dome                             |
| 14     | 2012 | Istambul     | Turquia        | 9 de Março - 11 de Março 2012      | Sinan Erdem Dome                        |
| 15     | 2014 | Sopot        | Polónia        | 7 de Março - 9 de Março 2014       | Ergo Arena                              |
| 16     | 2016 | Portland     | Estados Unidos | 17 de Março - 20 de Março 2016     | Oregon Convention Center                |
| 17     | 2018 | Birmingham   | Reino Unido    | 1 de Março - 4 de Março 2018       | National Indoor Arena                   |
| 18     | 2022 | Belgrado     | Sérvia         | 18 de Março - 20 de Março 2022     | Belgrade Arena                          |
| 19     | 2024 | Glasgow      | Reino Unido    | 1 de Março - 3 de Março 2024       | Arena Commonwealth                      |

## Recordes dos Campeonatos
Legenda:

X = anulado por violação regras anti-doping

### Masculinos
| Evento                   | Recorde | Atleta                                                     | Nação             | Data            | Campeonatos | Lugar                   | Ref    | Video |
| ------------------------ | --- | ---------------------------------------------------------- | ----------------- | --------------- | ----------- | ----------------------- | ------ | ----- |
| 60 m                     | 6.37 | Christian Coleman                                          | Estados Unidos    | 3 Março 2018    | 2018        | Birmingham, Reino Unido | [ 4 ]  |       |
| 400 m                    | 45.00 | Jereem Richards                                            | Trinidad e Tobago | 19 Março 2022   | 2022        | Belgrado, Sérvia        | [ 5 ]  |       |
| 800 m                    | 1:42.67 | Wilson Kipketer                                            | Dinamarca         | 9 Março 1997    | 1997        | Paris, França           |        |       |
| 1500 m                   | 3:32.77 | Samuel Tefera                                              | Etiópia           | 20 Março 2022   | 2022        | Belgrado, Sérvia        | [ 6 ]  |       |
| 3000 m                   | 7:34.71 | Haile Gebrselassie                                         | Etiópia           | 9 Março 1997    | 1997        | Paris, França           |        |       |
| 60 m com barreiras       | 7.29 | Grant Holloway                                             | Estados Unidos    | 20 Março 2022   | 2022        | Belgrado, Sérvia        | [ 7 ]  |       |
| 60 m com barreiras       | 7.29 | Grant Holloway                                             | Estados Unidos    | 2 Março 2024    | 2024        | Glasgow, Escócia        | [ 8 ]  |       |
| Salto em altura          | 2.43 m | Javier Sotomayor                                           | Cuba              | 4 Março 1989    | 1989        | Budapeste, Hungria      |        |       |
| Salto à vara             | 6.20 m | Armand Duplantis                                           | Sweden            | 20 Março 2022   | 2022        | Belgrado, Sérvia        | [ 9 ]  |       |
| Salto em comprimento     | 8.62 m | Iván Pedroso                                               | Cuba              | 7 Março 1999    | 1999        | Maebashi, Japão         |        |       |
| Triplo salto             | 17.90 m | Teddy Tamgho                                               | France            | 14 Março 2010   | 2010        | Doha, Qatar             | [ 10 ] |       |
| Arremesso de peso        | 22.77 m | Ryan Crouser                                               | Estados Unidos    | 1 Março 2024    | 2024        | Glasgow, Escócia        | [ 11 ] |       |
| Heptatlo                 | 6645 pts | Ashton Eaton                                               | Estados Unidos    | 9–10 Março 2012 | 2012        | Istanbul, Turquia       | [ 12 ] |       |
| Heptatlo                 | 6.79 (60 m), 8.16 m (Salto em comprimento), 14.56 m (Arremesso de peso), 2.03 m (Salto em altura) / 7.68 (60 m com barreiras), 5.20 m (Salto à vara), 2:32.77 (1000 m) |                                                            |                   |                 |             |                         |        |       |
| 4 x 400 metros estafetas | 3:01.77 | Karol Zalewski Rafał Omelko Łukasz Krawczuk Jakub Krzewina | Polónia           | 4 Março 2018    | 2018        | Birmingham, Reino Unido | [ 13 ] |       |

### Femininos
| Evento                   | Recorde | Atleta                                                        | Nação          | Data          | Campeonatos | Lugar                        | Ref    | Video |
| ------------------------ | --- | ------------------------------------------------------------- | -------------- | ------------- | ----------- | ---------------------------- | ------ | ----- |
| 60 m                     | 6.95 | Gail Devers                                                   | Estados Unidos | 12 Março 1993 | 1993        | Toronto, Canadá              |        |       |
| 400 m                    | 49.17 | Femke Bol                                                     | Países Baixos  | 2 Março 2024  | 2024        | Glasgow, Escócia             |        |       |
| 800 m                    | 1:56.90 | Ludmila Formanová                                             | Chéquia        | 7 Março 1999  | 1999        | Maebashi, Japão              |        |       |
| 1500 m                   | 3:57.19 | Gudaf Tsegay                                                  | Ethiopia       | 19 Março 2022 | 2022        | Belgrado, Sérvia             | [ 14 ] |       |
| 1500 m                   | 3:59.75 | Gelete Burka                                                  | Etiópia        | 9 Março 2008  | 2008        | Valencia, Espanha            |        |       |
| 3000 m                   | 8:20.87 | Elly van Hulst                                                | Estados Unidos | 2 Março 2024  | 2024        | Glasgow, Escócia             |        |       |
| 60 m com barreiras       | 7.65 | Devynne Charlton                                              | Bahamas        | 3 Março 2024  | 2024        | Glasgow, Escócia             | [ 15 ] |       |
| Salto em altura          | 2.05 m | Stefka Kostadinova                                            | Bulgária       | 8 Março 1987  | 1987        | Indianápolis, Estados Unidos |        |       |
| Salto à vara             | 4.95 m | Sandi Morris                                                  | Estados Unidos | 3 Março 2018  | 2018        | Birmingham, Reino Unido      | [ 16 ] |       |
| Salto em comprimento     | 7.23 m | Brittney Reese                                                | Estados Unidos | 11 Março 2012 | 2012        | Istanbul, Turquia            | [ 17 ] |       |
| Triplo salto             | 15.74 m | Yulimar Rojas                                                 | Venezuela      | 20 Março 2022 | 2022        | Belgrado, Sérvia             | [ 18 ] |       |
| Arremesso de peso        | 20.67 m | Valerie Adams                                                 | Nova Zelândia  | 8 Março 2014  | 2014        | Sopot, Polónia               |        |       |
| Arremesso de peso        | 20.85 m X | Nadzeya Ostapchuk                                             | Bielorrússia   | 14 Março 2010 | 2010        | Doha, Qatar                  | [ 19 ] |       |
| Pentatlo Feminino        | 5013 pts | Nataliya Dobrynska                                            | Ucrânia        | 9 Março 2012  | 2012        | Istanbul, Turquia            | [ 20 ] |       |
| Pentatlo Feminino        | 8.38 (60 m com barreiras), 1.84 m (Salto em altura), 16.51 m (Arremesso de peso), 6.57 m (Salto em comprimento), 2:11.15 (800 m) |                                                               |                |               |             |                              |        |       |
| 4 x 400 metros estafetas | 3:23.85 | Quanera Hayes Georganne Moline Shakima Wimbley Courtney Okolo | Estados Unidos | 4 Março 2018  | 2018        | Birmingham, Reino Unido      | [ 21 ] |       |

### Heptatlo
| Evento               | Recorde | Atleta            | Nação          | Data          | Campeonatos | Lugar                    | Ref    | Video |
| -------------------- | ------- | ----------------- | -------------- | ------------- | ----------- | ------------------------ | ------ | ----- |
| 60 m                 | 6.61    | Chris Huffins     | Estados Unidos | 8 Março 1997  | 1997        | Paris, França            |        |       |
| Salto em comprimento | 8.16 m  | Ashton Eaton      | Estados Unidos | 9 Março 2012  | 2012        | Istanbul, Turquia        | [ 22 ] |       |
| Arremesso de peso    | 17.17 m | Aleksey Drozdov   | Russia         | 12 Março 2010 | 2010        | Doha, Qatar              | [ 23 ] |       |
| Salto em altura      | 2.21 m  | Andrei Krauchanka | Belarus        | 7 Março 2014  | 2014        | Sopot, Polónia           | [ 24 ] |       |
| 60 m com barreiras   | 7.61    | Damian Warner     | Canada         | 19 Março 2022 | 2022        | Belgrado, Sérvia         | [ 25 ] |       |
| Salto à vara         | 5.50 m  | Erki Nool         | Estónia        | 7 Março 1999  | 1999        | Maebashi, Japão          |        |       |
| 1000 m               | 2:29.04 | Curtis Beach      | Estados Unidos | 19 Março 2016 | 2016        | Portland, Estados Unidos | [ 26 ] |       |

### Pentatlo
| Evento               | Recorde | Atleta             | Nação         | Data          | Campeonatos | Lugar             | Ref    | Video |
| -------------------- | ------- | ------------------ | ------------- | ------------- | ----------- | ----------------- | ------ | ----- |
| 60 m com barreiras   | 7.91    | Jessica Ennis      | Grã-Bretanha  | 9 Março 2012  | 2012        | Istanbul, Turquia |        |       |
| Salto em altura      | 1.99 m  | Tia Hellebaut      | Belgium       | 7 Março 2008  | 2008        | Valencia, Espanha |        |       |
| Arremesso de peso    | 17.18 m | Nataliya Dobrynska | Ucrânia       | 7 Março 2008  | 2008        | Valência, Espanha |        |       |
| Salto em comprimento | 6.69 m  | Natalya Sazanovich | Bielorrússia  | 9 Março 2001  | 2001        | Lisboa, Portugal  |        |       |
| Salto em comprimento | 6.69 m  | Kendell Williams   | United States | 18 Março 2022 | 2022        | Belgrado, Sérvia  | [ 27 ] |       |
| 800 m                | 2:08.09 | Jessica Ennis      | Reino Unido   | 9 Março 2012  | 2012        | Istanbul, Turquia | [ 28 ] |       |

## Medalhas
Inclui os campeonatos de 1985 a 2018.
| Pos.                |                                | Ouro | Prata | Bronze | Total |
| ------------------- | ------------------------------ | ---- | ----- | ------ | ----- |
| 1                   | Estados Unidos                 | 110  | 75    | 64     | 249   |
| 2                   | Rússia                         | 52   | 48    | 45     | 145   |
| 3                   | Etiópia                        | 27   | 10    | 13     | 50    |
| 4                   | Grã-Bretanha                   | 20   | 34    | 31     | 85    |
| 5                   | União Soviética                | 19   | 17    | 17     | 53    |
| 6                   | Jamaica                        | 17   | 23    | 11     | 51    |
| 7                   | Cuba                           | 17   | 16    | 17     | 50    |
| 8                   | França                         | 15   | 12    | 21     | 48    |
| 9                   | Alemanha                       | 14   | 22    | 21     | 57    |
| 10                  | Alemanha Oriental              | 12   | 7     | 5      | 24    |
| 11                  | Suécia                         | 11   | 8     | 8      | 27    |
| 12                  | Quénia                         | 10   | 14    | 15     | 39    |
| 13                  | Ucrânia                        | 9    | 14    | 11     | 34    |
| 14                  | Roménia                        | 9    | 10    | 9      | 28    |
| 15                  | Bulgária                       | 9    | 5     | 7      | 21    |
| 16                  | Chéquia                        | 8    | 8     | 11     | 27    |
| 17                  | Canadá                         | 8    | 4     | 15     | 27    |
| 18                  | Austrália                      | 7    | 9     | 5      | 21    |
| 19                  | Marrocos                       | 7    | 6     | 8      | 21    |
| 20                  | Moçambique                     | 7    | 1     | 1      | 9     |
| 21                  | Itália                         | 6    | 6     | 12     | 24    |
| 22                  | Países Baixos                  | 6    | 3     | 5      | 14    |
| 23                  | Irlanda                        | 6    | 2     | 2      | 10    |
| 24                  | Polónia                        | 5    | 11    | 17     | 33    |
| 25                  | Grécia                         | 5    | 3     | 5      | 13    |
| 26                  | Nova Zelândia                  | 5    | 1     | 4      | 10    |
| 27                  | Brasil                         | 4    | 5     | 6      | 15    |
| 28                  | Portugal                       | 4    | 4     | 5      | 13    |
| 29                  | Bielorrússia                   | 3    | 12    | 8      | 23    |
| 30                  | Bahamas                        | 3    | 7     | 10     | 20    |
| 31                  | China                          | 3    | 7     | 8      | 18    |
| 32                  | Cazaquistão                    | 3    | 5     | 1      | 9     |
| 33                  | África do Sul                  | 3    | 4     | 2      | 9     |
| 34                  | Espanha                        | 2    | 20    | 15     | 37    |
| 35                  | Nigéria                        | 2    | 6     | 3      | 11    |
| 36                  | Checoslováquia                 | 2    | 4     | 2      | 8     |
| 37                  | Alemanha Ocidental             | 2    | 2     | 3      | 7     |
| 37                  | Hungria                        | 2    | 2     | 3      | 7     |
| 39                  | Burundi                        | 2    | 2     | 0      | 4     |
| 40                  | Suíça                          | 2    | 1     | 4      | 7     |
| 41                  | Croácia                        | 2    | 1     | 3      | 6     |
| 42                  | Sudão                          | 2    | 1     | 1      | 4     |
| –                   | ANA                            | 2    | 1     | 0      | 3     |
| 43                  | Granada                        | 2    | 0     | 0      | 2     |
| 43                  | Venezuela                      | 2    | 0     | 0      | 2     |
| 45                  | Bélgica                        | 1    | 4     | 4      | 9     |
| 46                  | Catar                          | 1    | 3     | 2      | 6     |
| 47                  | Dinamarca                      | 1    | 3     | 1      | 5     |
| 48                  | Costa do Marfim                | 1    | 3     | 0      | 4     |
| 49                  | Bahrein                        | 1    | 1     | 3      | 5     |
| 50                  | Bermudas                       | 1    | 1     | 1      | 3     |
| 50                  | Sérvia                         | 1    | 1     | 1      | 3     |
| 52                  | Gana                           | 1    | 1     | 0      | 2     |
| 52                  | Namíbia                        | 1    | 1     | 0      | 2     |
| 54                  | Noruega                        | 1    | 0     | 2      | 3     |
| 55                  | Argélia                        | 1    | 0     | 1      | 2     |
| 56                  | Costa Rica                     | 1    | 0     | 0      | 1     |
| 56                  | Djibouti                       | 1    | 0     | 0      | 1     |
| 56                  | Finlândia                      | 1    | 0     | 0      | 1     |
| 59                  | Áustria                        | 0    | 4     | 0      | 4     |
| 60                  | Trindade e Tobago              | 0    | 2     | 5      | 7     |
| 61                  | Eslovénia                      | 0    | 2     | 2      | 4     |
| 62                  | Estónia                        | 0    | 2     | 1      | 3     |
| 62                  | Islândia                       | 0    | 2     | 1      | 3     |
| 64                  | Camarões                       | 0    | 2     | 0      | 2     |
| 64                  | São Cristóvão e Nevis          | 0    | 2     | 0      | 2     |
| 66                  | Barbados                       | 0    | 1     | 1      | 2     |
| 66                  | Letónia                        | 0    | 1     | 1      | 2     |
| 68                  | Botswana                       | 0    | 1     | 0      | 1     |
| 68                  | Ilhas Cayman                   | 0    | 1     | 0      | 1     |
| 68                  | Panamá                         | 0    | 1     | 0      | 1     |
| 68                  | Turquia                        | 0    | 1     | 0      | 1     |
| 68                  | U.S. Ilhas Virgens             | 0    | 1     | 0      | 1     |
| 73                  | Japão                          | 0    | 0     | 3      | 3     |
| 74                  | Lituânia                       | 0    | 0     | 2      | 2     |
| 74                  | México                         | 0    | 0     | 2      | 2     |
| 74                  | RF Jugoslávia                  | 0    | 0     | 2      | 2     |
| 77                  | Antígua e Barbuda              | 0    | 0     | 1      | 1     |
| 77                  | Arábia Saudita                 | 0    | 0     | 1      | 1     |
| 77                  | Chile                          | 0    | 0     | 1      | 1     |
| 77                  | Ilhas Virgens Britânicas       | 0    | 0     | 1      | 1     |
| 77                  | República Democrática do Congo | 0    | 0     | 1      | 1     |
| 77                  | República Dominicana           | 0    | 0     | 1      | 1     |
| 77                  | Senegal                        | 0    | 0     | 1      | 1     |
| 77                  | Suriname                       | 0    | 0     | 1      | 1     |
| Total (84 entradas) | Total (84 entradas)            | 482  | 494   | 497    | 1473  |

Notes
↑[1]  ANA (en:Authorised Neutral Athlete) foi o nome sob o qual o atletas russos competiram em 2018 devido às sanções anti-doping à Rússia. As suas medalhas não foram incluídas no medalheiro oficial.